# 扎季什涅 (皮先卡區)
48°9′35″N 28°53′40″E / 48.15972°N 28.89444°E

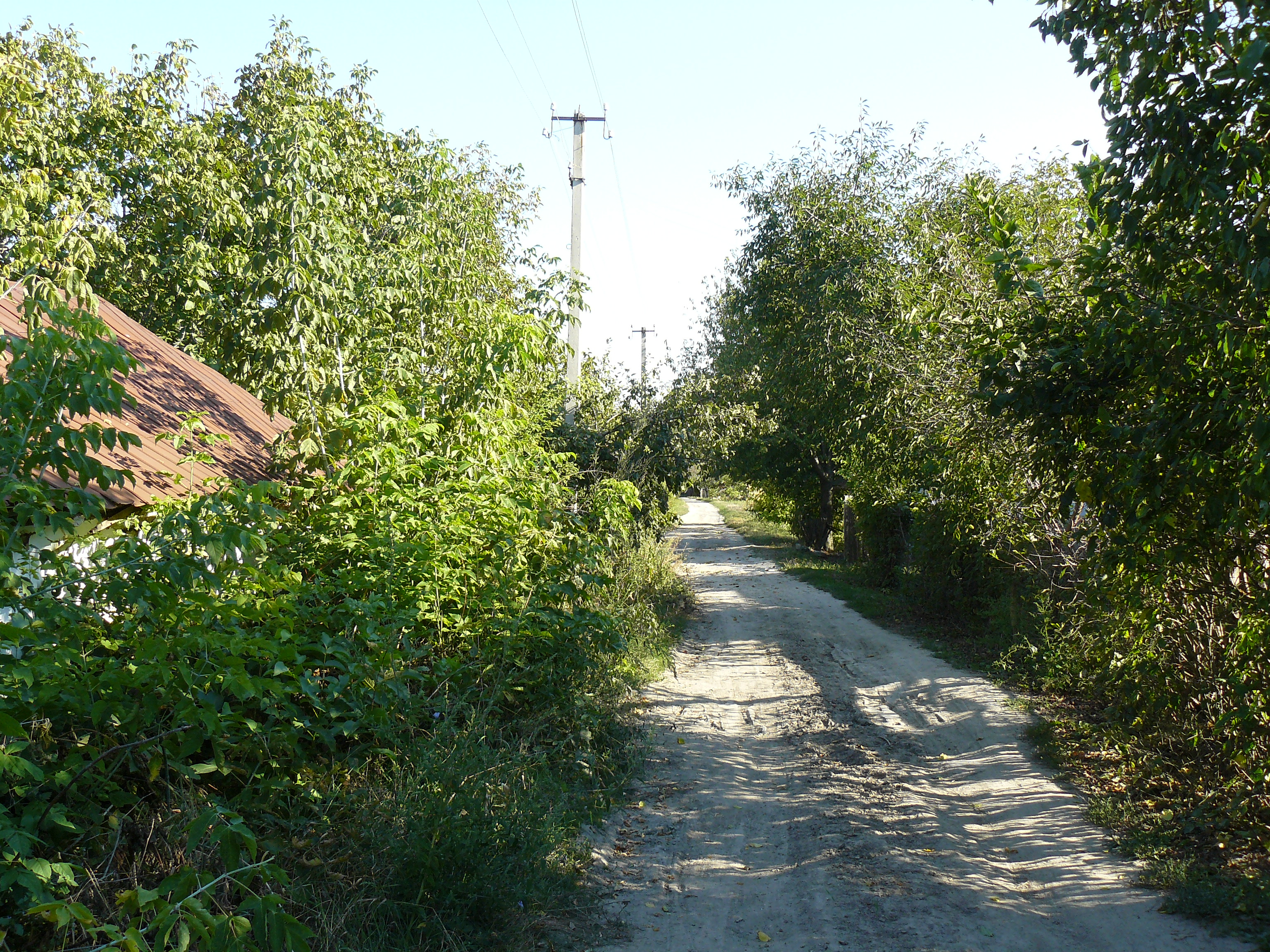

扎季什涅（烏克蘭語：Затишне）是烏克蘭的村落，位於該國西南部文尼察州，由圖利欽區負責管轄，始建於1967年，面積0.53平方公里，海拔高度283米，2001年人口138，人口密度每平方公里262.86人。